# Annus Iam Plenus
Annus Iam Plenus (Latijn voor al een heel jaar) was een encycliek uitgevaardigd door paus Benedictus XV op 1 december 1920 waarin hij opnieuw aandacht vroeg voor het lot van de kinderen in Centraal-Europa. De encycliek was een vervolg op Paterno Iam Diu van 24 november 1919 waarin hetzelfde thema werd behandeld.
De inzet van velen naar aanleiding van Benedictus' eerste oproep tot hulp aan de kinderen in Centraal-Europa had in de ogen van de paus geleid tot positieve ontwikkelingen; in het bijzonder de organisatie “Save the Children Fund” had zich hierbij zeer verdienstelijk gemaakt. De hernieuwing van Benedictus’ oproep kwam voort uit het feit dat er binnen Europa nog steeds gebieden waren, waar het ontbrak aan de benodigde goederen voor het welzijn van kinderen. De situatie in verschillende gebieden was zelfs zodanig, dat er sprake was van een staat van oorlog, waardoor de situatie waarin de plaatselijke bevolking verkeerde niet veel afweek van die van de Eerste Wereldoorlog.
Met het ophanden zijnde kerstfeest hoopte Benedictus dat door giften het leed van kinderen verzacht kon worden en moeders niet hoefden toe te zien bij het lijden van hun kinderen. Alle geestelijken werden opgeroepen inzamelingen te organiseren, waarbij ook kinderen betrokken moesten worden om hen zo bewust te maken van de ontberingen van hun leeftijdsgenoten.. De collecte op 28 december, het feest van de Onschuldige Kinderen, kon geschonken worden aan het Vaticaan of direct aan het eerder genoemde "Save the Children Fund". Persoonlijk zag Benedictus erop toe, dat namens het Vaticaan een donatie van 100.000 Italiaanse lire werd geschonken.